# 대수학 원론
《대수학 원론》 또는 《대수학의 요소들》(Elements of Algebra)은 수학자 레온하르트 오일러가 저술하고 작성한 1770년에 독일어로 출판된 초등 수학 교과서이다. 《대수학 원론》은 오늘날 우리가 인식할 수 있는 현대적인 형태로 대수학을 설정한 최초의 책중 하나로 평가받고 있디. 이책은 19세기까지 일반적인 관행처럼 번호가 매겨진 단락으로 작성된 컨텐츠로 구성되어있으며 수학의 정의로 시작하여 산술 및 숫자 시스템의 기본 연산을 기반으로하며 점차 추상적인 주제로 이동한다.
한편 현대적인 형태로 대수학을 설정한 최초의 책중 다른 초기 책은 1740년에 출판된 니콜라스 손더슨(Nicholas Saunderson)의 《대수학의 요소들》(Elements of Algebra)을 참고해볼 수 있다.

## 라그랑주 추가본
오일러의 저술 '대수학 원론'(1765,Part I,II ,462페이지분량)에 라그랑주가 1771년 추가적인 저술을 부록(Additions)으로 후반부에 덧붙임으로써 이후 593페이지 분량인 오일러-라그랑주 추가본이 일반적으로 널리 출판 및 번역되었다.

## 같이 보기
- 기하학 원론